# Tolft
Tolft är en räkneenhet för tolv enheter av samma slag, jfr dussin.
Tolft användes särskilt för bräder av olika slag, men också för hjulekrar och pilar; även för smiden som liar.
Den svenska trävaruexporten räknades fram till 1864 i tolfter, därefter i kubikfot fram till 1881, därefter i kubikmeter.  